# イータ中間子
イータ中間子(Eta meson、η)及びイータプライム中間子(eta prime meson、η′)は、アップクォーク、ダウンクォーク、ストレンジクォークとそれらの反クォークから構成される中間子である。チャームクォークやボトムクォークを含むチャームイータ中間子(ηc)とボトムイータ中間子(ηb)は、イータ中間子と同じスピンとパリティを持つクォーコニウムである。トップクォークは、質量が大きすぎて崩壊が速いため、同じような中間子（トップイータ中間子、ηt）を作らない。
イータ中間子は、1961年、ベバトロンでのパイ中間子と核子の衝突実験の際に発見された。
イータ中間子とイータプライム中間子の質量の差は、クォークモデルが予測するよりも大きくなる。この「η-η'パズル」は、U(1)A 問題として知られており、軸性カレントの保存則が量子色力学ではアノマリーにより破れていることにより説明される。large-Nc極限では、ηと違いη'はグルーオンのみの状態を経由するファインマンダイアグラムが描けることによって質量差が説明でき、これはエドワード・ウィッテン（Edward Witten）とガブリエーレ・ヴェネツィアーノ（Gabriele Veneziano）から、Witten–Veneziano 機構
と呼ばれている。
また、イータ中間子に関するU(1)A問題が解決されると、量子色力学の真空がCP対称性を破りうるという強いCP問題が必然的に生じてしまうことが指摘されている
。